# Rossijevo sklonište
Rossijevo sklonište (pol. schron Rossiego) – schron górski na wysokości 1580 m, znajdujący się w rezerwacie Rožanski kukovi, bezpośrednio pod ścianą Pasaravićevego kuka. Zostało wybudowane w 1929 i nazwane imieniem badacza welebickiej flory, Ljudevita Rossiego. Obok schroniska jest cysterna z wodą. Schron jest stale otwarty, nie ma gospodarza, ma 6 miejsc noclegowych. Najbliższy dostęp jest z parkingu w Kotlinie Zavižanskiej (2,30 h).